# Silvio Almeida
Silvio Luiz de Almeida, né le 17 août 1976 à São Paulo, est un avocat, philosophe et professeur brésilien. Il est ministre des Droits de l'Homme et de la Citoyenneté de 2023 à 2024 sous le gouvernement du président Lula da Silva, puis démis de ses fonctions après des accusations de violences sexuelles.

## Biographie

### Jeunesse et formation
Né à São Paulo le 17 août 1976, Silvio Almeida est le fils de  Barbosinha, ancien gardien de but des Corinthians en 1967, ainsi surnommé en référence à Barbosa, qui défendait les buts de la sélection brésilienne pendant la Coupe du Monde de football de 1950.
Silvio Almeida est diplômé en droit en 1999 à l'université presbytérienne Mackenzie (pt). Il est titulaire d’une maîtrise en droit politique et économique à cette même université en 2006 et d'un doctorat en philosophie et théorie générale du droit à l'université de São Paulo.

### Carrière universitaire
Silvio Almeida est professeur invité à l’université Columbia et chercheur à l'université Duke aux États-Unis.

### Carrière de philosophe
Silvio Almeida est également penseur, travaillant notamment sur la question du racisme structurel, l'activisme judiciaire et la place de l'État.

### Carrière politique
En 2021, il est rapporteur de la commission de juristes créée par la Chambre des députés en vue d'améliorer la législation pour combattre le racisme structurel et institutionnel dans le pays.
Chroniqueur à la Folha de São Paulo depuis 2020, il arrête cette activité pour intégrer l'équipe de transition du président élu Luiz Inácio Lula da Silva. Le 1er janvier 2023, Silvio Almeida est officiellement nommé ministre des Droits de l'Homme et de la Citoyenneté,,, l'annonce ayant été faite le 22 décembre 2022. Le 6 septembre 2024, Silvio Almeida est limogé de son poste au sein du gouvernement à la suite de plusieurs accusations de harcèlement sexuel envers des femmes, dont une ministre,,.
Lors de sa prise de fonction, il critique publiquement Damares Alves qui l'a précédé à ce poste sous le mandat de Jair Bolsonaro et recommande la révocation des nominations effectuées par l'ancien président pour la commission d'amnistie et des personnes disparues. Au cours de ce discours, il cite entre autres priorités de son action : le combat à l’encontre de toutes les discriminations envers les groupes minoritaires, la protection des jeunes noirs et pauvres, premières victimes des homicides, la garantie de protection des militants environnementaux, la protection de la communauté LGBTQIA+, la recherche de politiques pour les handicapés et les personnes âgées.

## Œuvres
- Racismo Estrutural (pt) (Polén, 2019)
- Sartre -Direito e Política : ontologia, liberdade e revolução  (Boitempo, 2016)
- O Direito no Jovem Lukács: A Filosofia do Direito em História e Consciência de Classe (Alfa Ômega, 2006).